# Melinda chandigarhensis
Melinda chandigarhensis är en tvåvingeart som beskrevs av Singh och Sidhu 2007. Melinda chandigarhensis ingår i släktet Melinda och familjen spyflugor. Inga underarter finns listade i Catalogue of Life.